# Guillaume, Mare Duce Ereditar de Luxemburg
Guillaume, Mare Duce Ereditar de Luxemburg (n. 11 noiembrie 1981, Lëtzebuerg, Luxemburg, Luxemburg) este moștenitorul coroanei Luxemburgului de la urcarea pe tron a tatălui său în anul 2000.

## Tinerețe și educație
Guillaume s-a născut la Luxemburg și este cel mai mare copil al Marelui Duce Henri de Luxemburg și a soției lui Marea Ducesă Maria Teresa. Are trei frați (Félix, Louis și Sébastien) și o soră (Alexandra). Nașii săi de botez sunt Prințesei Marie-Astrid de Luxemburg și Prințul Guillaume de Luxemburg. 
Guillaume a urmat liceul Robert-Schumann din Luxemburg, Colegiul Beau Soleil din Elveția, unde și-a obținut bacalaureatul. A urmat apoi timp de un an de zile Academia Regală Militară Sandhurst din Anglia, obținând gradul de locotenent. Și-a început studiile universitare în Marea Britanie unde a studiat la Universitatea din Durham și la Universitatea Brunel. Mai târziu a studiat literele și științele politice la Universitatea din Angers pe care a absolvit-o în 2009.

## Mare Duce Ereditar
Guillaume a devenit moștenitor aparent al coroanei luxemburgheze din 2000, de la ascensiunea tatălui său. Din 24 iunie 2005 este membru al Consiliului de Stat, lucru care îi permite familiarizarea cu viața politică a țării sale. Cu ocazia celei de-a 25-a aniversări a sa, la Luxemburg s-a emis o monedă comemoratvă de 2 euro unde efigia sa apare alături de tatăl său.
Guillaume a reprezentat Luxemburg la festivitățile în onoarea botezului Prințului Christian al Danemarcei în ianuarie 2006, la ziua de naștere a reginei Sonja a Norvegiei în iulie 2007, și mai târziu în septembrie 2007 în timpul festivităților organizate la împlinirea a 40 de ani a moștenitorului tronului olandez, Prințul de Orania.

## Viața personală

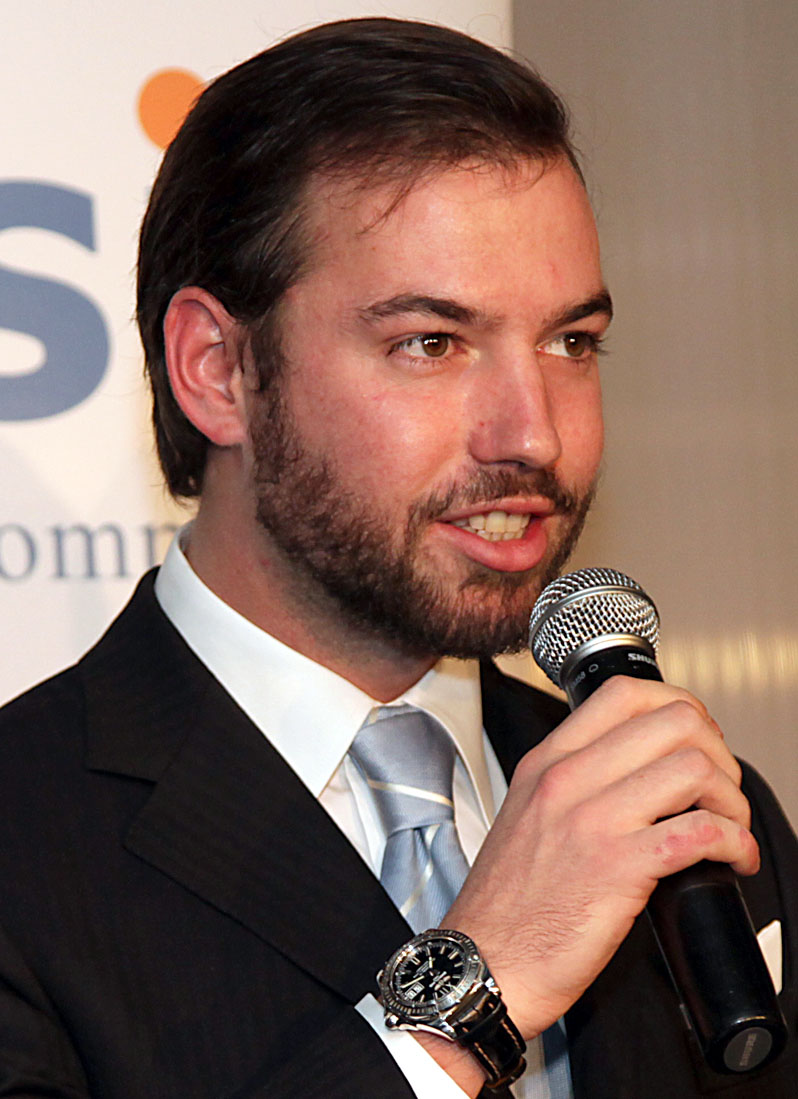
Prințul Guillaume în 2010

Cu ocazia zilei sale de naștere de 30 de ani, a dat interviuri în care a declarat că el era într-o relație cu o "dragă domnișoară", dar a insistat că ei au nevoie de mai mult timp pentru a evalua posibilul lor viitor. La 26 aprilie 2012, curtea a anunțat logodna Marelui Ducelui Ereditar cu contesa belgiană Stéphanie de Lannoy. Ambii sunt descendenți din Charles Marie, al 5-lea Duce d’Arenberg. Nunta civilă a avut loc vineri, 19 octombrie 2012, iar cea religioasă la 20 octombrie 2012.
Guillaume este interesat de muzică și sport; cântă la pian și îi plac: fotbalul, natația și voleiul. Vorbește luxemburgheza, franceza, germana, spaniola și engleza. De obicei își reprezintă părinții în multe activități externe.